# Antigen

Un antigen és una molècula reconeguda com a estranya per l'organisme, capaç d'induir en aquest una resposta immunitària i la producció d'anticossos. Hi ha molts tipus de molècules que poden actuar com a antígens, com les proteïnes, els polisacàrids i, més rarament, els àcids nucleics.
Cada antigen està definit pel seu anticòs, el qual actua per complementarietat espacial. La zona on l'antigen s'uneix a l'anticòs rep el nom d'epítop o determinant antigènic, mentre que l'àrea corresponent a la molècula de l'anticòs és el paràtop.
Els antígens es troben a la superfície de virus, bacteris, fongs, pol·len i partícules de pols, i també a les cèl·lules dels òrgans trasplantats (cor, ronyó...), i en aquest cas provoquen el rebuig de l'òrgan per part del cos. Per evitar-ho cal prendre immunosupressors o rebre l'òrgan d'un clon (bessó) o parent proper.